# Лікець
Лікець (пол. Likiec, нім. Hohlwege) — село в Польщі, у гміні Скемпе Ліпновського повіту Куявсько-Поморського воєводства.
Населення — 180 осіб (2011).
У 1975-1998 роках село належало до Влоцлавського воєводства.

## Демографія
Демографічна структура станом на 31 березня 2011 року:
|          | Загалом | Допрацездатний вік | Працездатний вік | Постпрацездатний вік |
| -------- | ------- | ------------------ | ---------------- | -------------------- |
| Чоловіки | 87      | 20                 | 58               | 9                    |
| Жінки    | 93      | 20                 | 47               | 26                   |
| Разом    | 180     | 40                 | 105              | 35                   |